# Palais des sports de Megève
Le Palais des sports de Megève est une salle multisports située à Megève en Haute-Savoie.

## Description
On y trouve :
- une piscine olympique, un toboggan nautique de 70 m, une piscine 25 × 12,5 m, un bassin enfant, un sauna, un hammam, un trampoline.
- un mur d'escalade
- une patinoire olympique de 60 m × 30 m, 2 700 places dans les gradins, ouverture de mi-juin à mi-mai.
- 15 courts de tennis

## Compétition
La patinoire a accueilli plusieurs compétitions de patinage artistique :
- Quatre éditions des championnats du monde juniors (1976, 1977, 1978 et 1980)
- Quatre éditions des championnats de France (1971, 1984, 2008 et 2015).

Elle a également accueilli les championnats du monde de curling en 1971.